# Kerstin Förster
Kerstin Förster, geborene Pieloth, (* 9. November 1965 in Cottbus) ist eine ehemalige deutsche Ruderin. Sie wurde 1988 für die DDR Olympiasiegerin im Doppelvierer.
Ihre Karriere begann 1981 als Spartakiade-Siegerin im Doppelzweier, im Einer belegte sie den zweiten Platz. 1982 wurde sie zusammen mit Ute Schade Juniorenweltmeisterin im Doppelzweier. Seit dem Aufstieg in die Erwachsenenklasse 1983 saß sie im Doppelvierer. Nachdem sie 1983 mit dem Doppelvierer Vizeweltmeisterin geworden war, gewann sie 1986 zusammen mit Jana Sorgers, Kerstin Hinze und Birgit Peter ihren ersten Weltmeistertitel. Im Jahr darauf wurde das Boot mit Jutta Hampe statt Kerstin Hinze erneut Weltmeister. Bei den Olympischen Spielen 1988 in Seoul gewann der DDR-Doppelvierer Gold in der Besetzung Jana Sorgers, Kristina Mundt, Beate Schramm und Kerstin Förster.
Kerstin Förster startete für den SC Einheit Dresden. Nach ihrem zweiten Weltmeistertitel heiratete sie Ende 1987 den Ruderer Olaf Förster, der 1988 ebenfalls Olympiasieger wurde. Die beiden haben zwei Kinder.
Kerstin Förster hat Trainingswissenschaften studiert. Heute arbeitet sie als freiberufliche Personal- und Kommunikationstrainerin in Dresden. 2005 veröffentlichte sie das Buch Die Managerin und ihre Mehrzahl.

## Auszeichnungen
- 1984 und 1986 – Vaterländischer Verdienstorden in Gold
- 1988 – Stern der Völkerfreundschaft in Gold